# Anemone laceratoincisa
Anemone laceratoincisa är en ranunkelväxtart som beskrevs av Wen Tsai Wang. Anemone laceratoincisa ingår i släktet sippor, och familjen ranunkelväxter. Inga underarter finns listade i Catalogue of Life.